# Teani Feleu
Pas d'image ? Cliquez ici

a Compétitions nationales et continentales officielles uniquement.

b Matchs officiels uniquement.
Dernière mise à jour le 27 avril 2024.
Teani Feleu, née le 19 décembre 2002 à Mâcon (Saône-et-Loire), est une joueuse internationale française de rugby à XV. Elle évolue aux postes de centre et de troisième ligne centre au FC Grenoble.
Sa sœur ainée, Manae Feleu, est également joueuse de rugby à XV.

## Biographie
Teani Feleu (prononcer « Téani Féléou ») naît le 19 décembre 2002 à Mâcon d'une mère bourguignonne et d'un père polynésien, tous deux professeurs d'éducation physique et sportive. Avec sa sœur aînée Manae, elle grandit à Futuna, puis part à l'âge de quatorze ans étudier en Nouvelle-Zélande. Elle y joue au club de Clive et dans l'équipe provinciale de Hawke's Bay en Farah Palmer Cup.
Elle arrive à Grenoble pendant l'été 2020, rejoignant sa sœur aînée au FC Grenoble.
Convoquée dans le groupe de l'équipe de France à sept précédemment — où elle joue au poste de pilier —, Teani fait partie de la sélection pour disputer le Tournoi des Six Nations 2024 avec l'équipe de France à XV. Les sélectionneurs envisagent de la faire jouer au poste de troisième ligne centre. Lors de la troisième journée de la compétition, elle fait ses débuts internationaux en cours de match lors d'une victoire 38 à 15 contre l'Italie.